# Liste der Bodendenkmale in Großenrade
In der Liste der Bodendenkmale in Großenrade sind die Bodendenkmale der Gemeinde Großenrade nach dem Stand der Bodendenkmalliste des Archäologischen Landesamts Schleswig-Holstein von 2016 aufgelistet. Die Baudenkmale sind in der Liste der Kulturdenkmale in Großenrade aufgeführt.
| Denkmal-ID           | Befundart           | Bezeichnung         | Zeitstellung                 | Lage | Bemerkungen | Bild |
| -------------------- | ------------------- | ------------------- | ---------------------------- | ---- | ----------- | ---- |
| aKD-ALSH-Nr. 000 216 | Grabmal > Grabhügel | Grabhügel           | Vor- und/oder Frühgeschichte |      |             |      |
| aKD-ALSH-Nr. 000 217 | Grabmal > Grabhügel | Grabhügel           | Vor- und/oder Frühgeschichte |      |             |      |
| aKD-ALSH-Nr. 000 218 | Grabmal > Grabhügel | Grabhügel           | Vor- und/oder Frühgeschichte |      |             |      |
| aKD-ALSH-Nr. 000 219 | Grabmal > Grabhügel | Grabhügel           | Vor- und/oder Frühgeschichte |      |             |      |
| aKD-ALSH-Nr. 000 220 | Grabmal > Grabhügel | Grabhügel           | Vor- und/oder Frühgeschichte |      |             |      |
| aKD-ALSH-Nr. 000 221 | Grabmal > Grabhügel | Grabhügel           | Vor- und/oder Frühgeschichte |      |             |      |
| aKD-ALSH-Nr. 000 222 | Grabmal > Langbett  | Langbett/Steinreihe | Neolithikum                  |      |             |      |
| aKD-ALSH-Nr. 000 223 | Grabmal > Langbett  | Langbett/Steinreihe | Neolithikum                  |      |             |      |